# Vale Abraão
Vale Abraão is een Portugese dramafilm uit 1993 onder regie van Manoel de Oliveira. Het scenario is gebaseerd op de gelijknamige roman uit 1991 van de Portugese schrijfster Agustina Bessa-Luís.

## Verhaal
Ema is een zeer knappe vrouw. Ze trouwt met Carlo en verhuist naar het Abrahamdal. Ze is echter niet gelukkig en blijft haar macht over mannen onderzoeken.

## Rolverdeling
| Acteur             | Personage          |
| ------------------ | ------------------ |
| Leonor Silveira    | Ema Cardeano Paiva |
| Luís Miguel Cintra | Carlo Paiva        |
| Ruy de Carvalho    | Paulino Cardeano   |
| Luís Lima Barreto  | Pedro Luminares    |
| Micheline Larpin   | Simona             |
| Diogo Dória        | Fernando Osorio    |
| José Pinto         | Caires             |
| Filipe Cochofel    | Fortunato          |
| João Perry         | Pedro Dossem       |
| António Reis       | Semblano           |
| Mário Barroso      | Verteller          |